# Paul Bremer
Lewis Paul "Jerry" Bremer III (n. 30 septembrie 1941, Hartford, Connecticut, SUA) este un diplomat american. A fost ambasadorul Statelor Unite în Irak și administratorul civil american al acestei țări din mai 2003 până în iunie 2004. Este cel care a anunțat în 2003 capturarea fostului președinte irakian Saddam Hussein.

## Biografie
Paul Bremer s-a născut pe 30 septembrie 1941 în Hartford, Connecticut. A făcut studiile la școala New Canaan Country și la Academia Phillips. Tatăl lui Bremer a fost președinte al Corporației parfumerice Christian Dior din New York, iar mama sa a fost lector în istoria artei la Universitatea din Bridgeport.
În 1963 Paul Bremer a absolvit Universitatea Yale. În 1966 a obținut un master în administrarea afacerilor la Universitatea Harvard. Ulterior a continuat studiile la Institut d'études politiques de Paris, obținând un certificat de studii politice.